# Векки, Орацио
Ора́цио Ве́кки (итал. Orazio Tiberio Vecchi; крещён 6 декабря 1550 г., Модена — 19 февраля 1605 г., Модена) — итальянский композитор.

## Жизнь
Орацио Векки родился в Модене.
Там он обучался в бенедиктинском монастыре, затем принял духовный сан (не позже 1577 года).
Его учителем музыки был монах-сервит Сальваторе Эссенга.
В конце 1570-х годов Векки был связан с композиторами венецианской школы Клаудио Меруло и Джованни Габриели.
В 1580 г. опубликовал первый сборник канцонетт на четыре голоса — сочинения в этом жанре принесли ему широкую известность. С 1581 г. по 1584 г. Векки преподавал музыку и руководил капеллой собора города Сало.
Затем он получил такую же должность в Модене, но прослужил там всего два года (1584—1586).
Он потерял место, потому что без разрешения устроился на должность также в Реджо-нель-Эмилия (1586 г.).
В 1586 г. Векки переехал в Корреджо и прослужил несколько лет каноником, а затем архидиаконом в местном соборе.
В тот период он много писал, хотя находился в стороне от основных центров музыкальной жизни Италии, таких как Рим, Венеция, Флоренция и Феррара.
В конце концов он вернулся в Модену, где добился должности священника, отвечавшего также за хор.
Видимо, в это время он испытывал серьёзные финансовые трудности, на них он намекал в письмах, а порой и в своих произведениях.
В 1597 г. Векки посетил Венецию, где опубликовал сборник трёхголосных канцонетт.
В этом же году были напечатаны и многие другие его произведения (в том числе и наиболее известное — мадригальная комедия «Амфипарнас»), вероятно, всё то, что было написано им за последние 16 лет в Корреджо и других городах.
В 1598 г. герцог Чезаре д'Эсте пригласил Векки в Модену на должность «maestro di corte», то есть придворного капельмейстера.
В 1599—1604 годах Векки руководил многочисленными маскарадными празднествами.
В 1600 г. Векки сопровождал герцога в Рим и Флоренцию, где композитор мог услышать оперу «Эвридика» Якопо Пери.
По возвращении в Модену Векки продолжал служить в соборе до своей смерти в 1605 г.
Надпись на могиле Векки говорит, что «он был столь значительным творцом в музыке и поэзии, что легко превзошёл всех гениев всех времен… он первый соединил гармонию с комическим даром и заставил восхищаться собою весь мир».

## Музыка
Векки считался одним из наиболее заметных композиторов своего времени. Широкой известностью пользовались его многоголосные канцонетты и мадригалы, которые зачастую становились моделями для контрафактуры и интабуляции (особенно канцонетты «Mentre io campai contento» и «Chi mira gli occhi tuoi»). Образец песенного стиля Векки — канцонетта «Fa una canzona senza note nere» («Сочини песню без чёрных нот», т.е. простую, безыскусную).
Векки — автор многих церковных сочинений — месс, духовных мотетов, ламентаций, магнификата. Особенно ценится его восьмиголосная Воскресенская месса («In resurrectione Domini»). 
Напечатаны:
- четыре сборника четырёхголосных канцонетт (1580, 1585, 1590),
- сборник шестиголосных канцонетт (1587);
- сборники пятиголосных и шести-семиголосных мадригалов (1589 и 1583);
- сборник различных произведений на 3—10 голосов «Selva di varia ricreatione» (1590); среди пр. включает вокальную пьесу «Battaglia d'amor e dispetto» («Битва любви и досады») и 2 инструментальные пьесы;
- два сборника трёхголосных канцонетт (1597, 1599);
- сборник четырёхголосных ламентаций (1597);
- два сборника мотетов на 4—8 голосов (1590; Sacrarum cantionum liber secundus, 1597);
- сборник (пьес различных жанров) «Музыкальное пиршество» (итал. Convito musicale) на 3—8 голосов (1597);
- мадригальная комедия «Амфипарнас» (1597);
- сборник четырёхголосных гимнов на весь церковный год (Hymni qui per totum annum in Ecclesia Romana concinuntur, 1604);
- мадригальная комедия «Сиенские вечеринки» (итал. Le veglie di Siena)[1], с музыкальными изображениями разных характеров: «umor grave, allegro, dolente, lusinghiero»  (Венеция, 1604).

### Мадригальная комедия «Амфипарнас»
«Гармоническая комедия» (то есть комедия с пением) «Амфипарнас» («Предгорье Парнаса», «У подножия Парнаса») — наиболее известное сочинение Векки на его собственный текст, выдержанный в традициях комедии дель арте.
Написанная в мадригальном стиле, эта комедия является одной из непосредственных предшественниц оперного жанра, прообразом трёхактной комической оперы.
Комедия состоит из трёх актов, делится на 13 сцен и включает мадригальные диалоги и эпизоды с простой музыкой развлекательного характера.
Каждый персонаж характеризуется пятиголосным мадригалом.
В тексте смешиваются многие диалекты (кастильский, ломбардский, болонский, тосканский, еврейский), переплетаются народный язык и высокий стиль, слышны звукоподражания и крики животных.
Первое исполнение состоялось в Модене в 1594 г., издан «Амфипарнас» в 1597 г.
Это произведение Векки вдохновило на создание мадригальных комедий композитора Адриано Банкьери.

## Издания сочинений
- The four-voice canzonettas. With original texts and contrafacta by Valentin Hausmann and others, ed. by Ruth I. DeFort. Part I: Historical introduction, critical apparatus, texts, contrafacta. Madison: A-R Editions, 1993 (критическое издание 4-голосных канцонетт c научным введением и обширными комментариями).

## Аудиозаписи
- Ensemble Clément Janequin. Orazio Vecchi: L’Amfiparnaso (1597), Il Convito musicale (1597; выборка).